# Diotisalvi
Diotisalvi (Deotisalvi vagy Deustesalvet) olasz építész, aki a 12. század során Pisa városában dolgozott. Életéről nem sok információ maradt fenn, egyik legismertebb fennmaradt alkotása a pisai ferde torony.

## Élete és munkássága

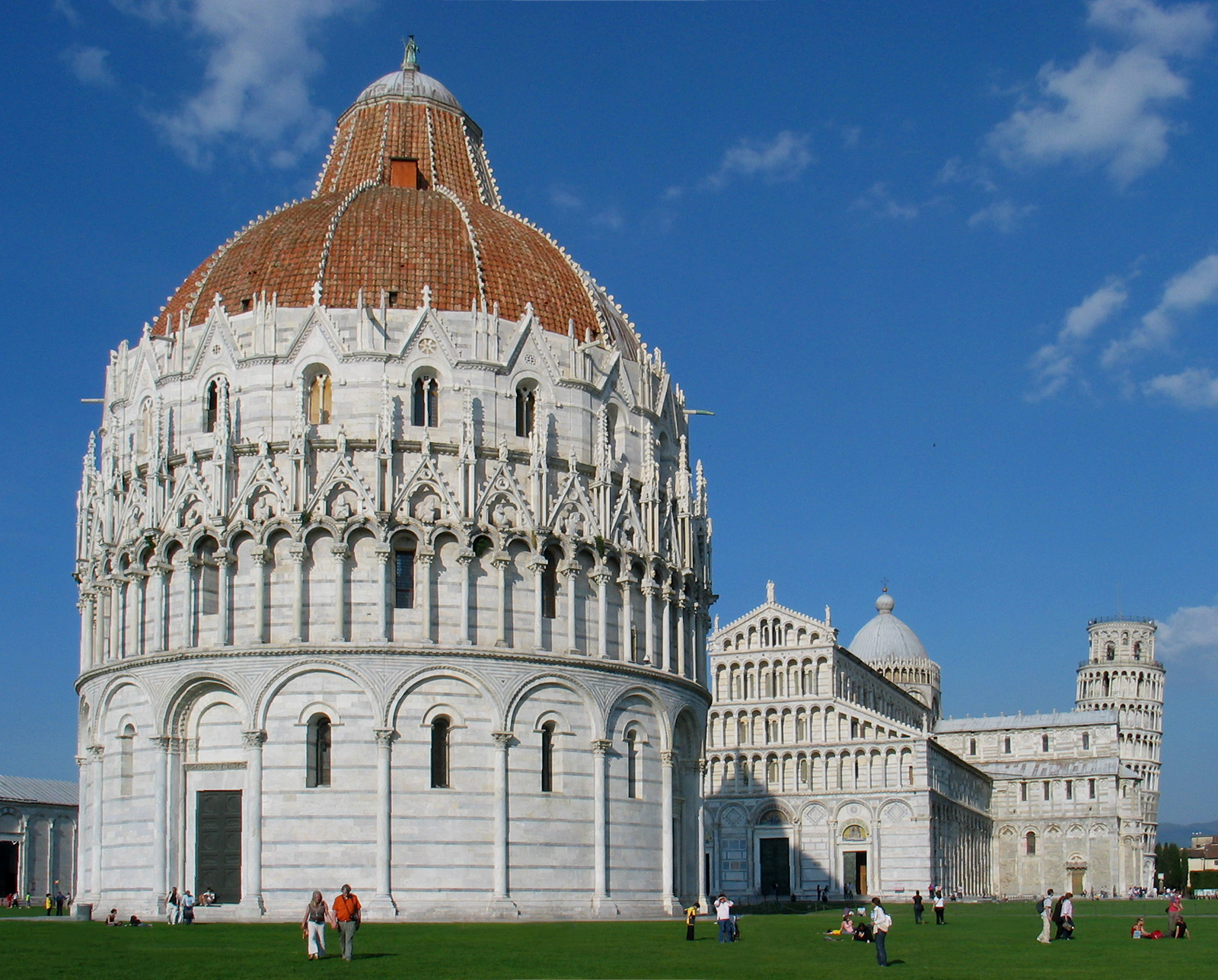
A Battistero di san Giovanni keresztelőkápolna

Az egyik legismertebb és legjobban hozzá köthető épület a pisai keresztelőkápolna, a Piazza dei Miracoli téren álló Battistero di San Giovanni. Az épület belsejében egy 1152-ből származó felirat tanúskodik erről: MCLIII, MENSE AUGUSTI FUNDATA FUIT HAEC ECCLESIA DEUSTESALVET MAGISTER HUIUS OPERIS.
A keresztelőkápolna építését a felirat szerint Diotisalvi kezdte el, de az épületet nem úgy néz ki, ahogy eltervezte és csak jóval halála után, 1363-ban fejezték be. Lényegében csak a földszinti rész építését irányította. Halála után az építkezést Nicola Pisano irányította és végül Giovanni Pisano fejezte be. Az épület végleges formája is a Pisanók változtatásait tükrözi: Diotisalvi eredetileg nem tervezett sem gótikus csúcsíveket, sem kupolát; az épületnek egy kisebb, piramis alakú tetőszerkezete lett volna. Feltehetően a jeruzsálemi Szent Sír-templom rotundájához hasonló épületet akart elkészíteni.

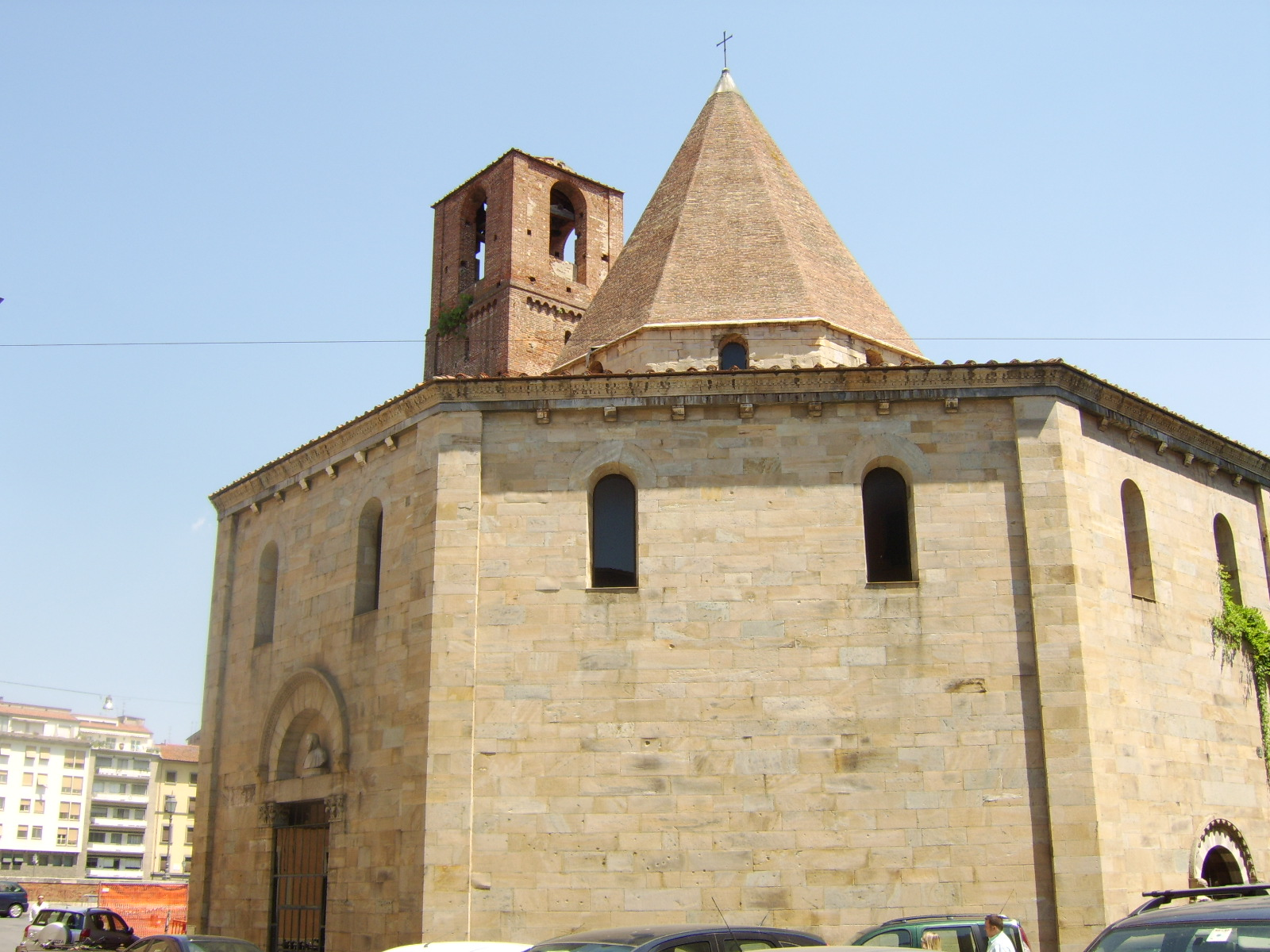
A pisai Szent Sír-templom, Diotisalvi feltehetően első munkája

Feltehetően első munkája a pisai Szent Sír-templom, amely a 12. század első felében épült. A jelek szerint a nyolcszög alaprajzú épület 1113 körül már állt. A harangtoronyban lévő felirat tanúsága szerint Deustesalvet volt a fabricator, vagy a templom építője. A templom belseje hasonlít a jeruzsálemi Szent Sír-templomra, míg külseje a szintén Jeruzsálemben található Omar-mecsetre emlékeztet, amelyről akkoriban azt hitték, hogy Salamon temploma volt.
Amennyiben a két templom valóban Diotisalvi munkája, akkor 1113 és 1153 között jelentős előrelépést tett építészi pályáján, mivel fabricatorból magister-ré lépett elő. Ezt feltehetően úgy érte el, hogy tudományát valamilyen iskolában fejlesztette tovább, de az is elképzelhető, hogy a Dóm téren található katedrális építkezésén dolgozott más mesterek alatt.

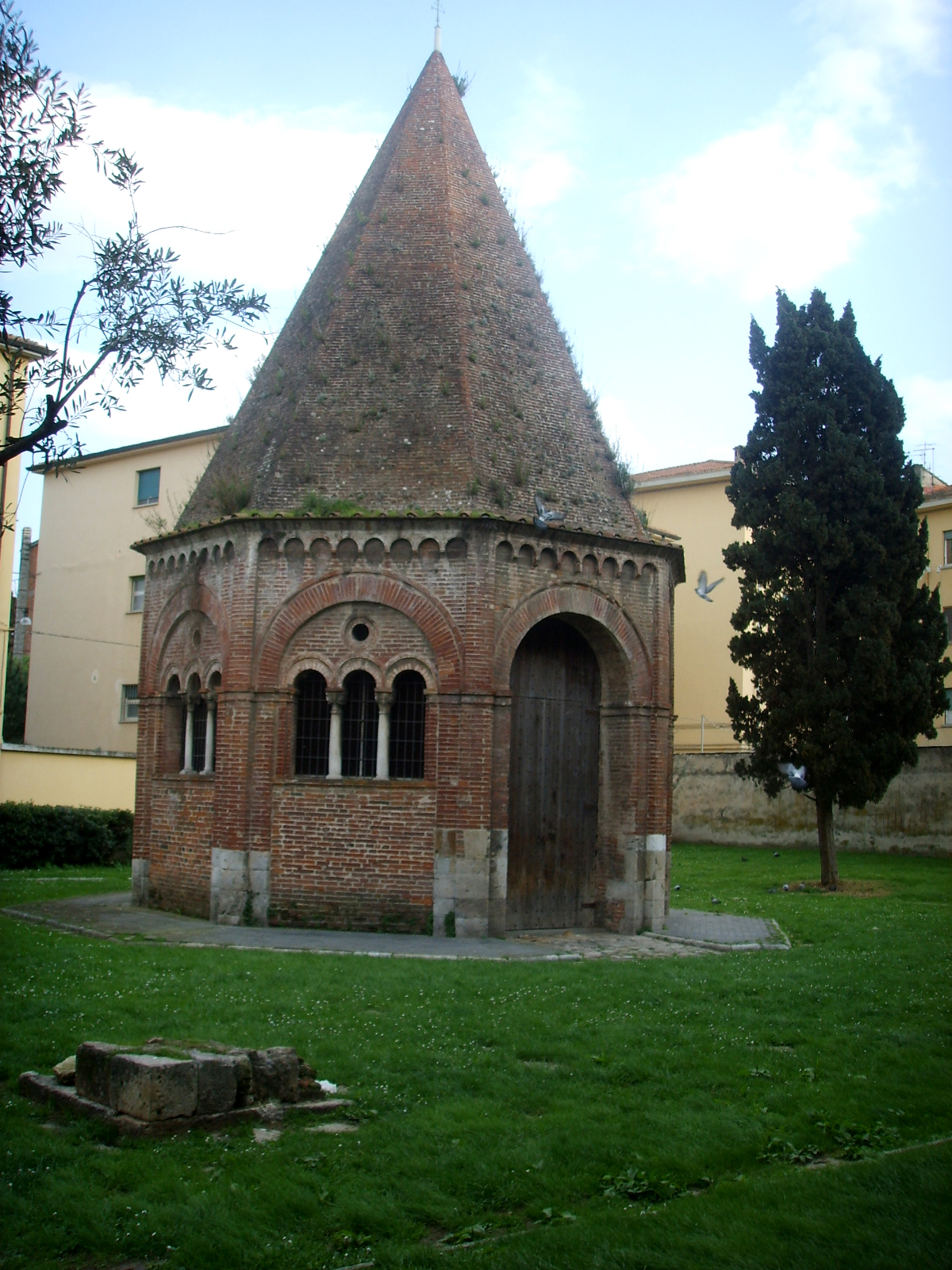
Cappella di sant'agata

Egy másik munkája a Szent Agáta-kápolna, amely a San Paolo a Ripa d'Arno templom mögött áll. A kis épületet eredetileg talán 1063-ban kezdték építeni a szerzetesek, de a befejezés már Diotisalvihoz köthető, létezésére 1132-ben utal az első feljegyzés. Az épület szintén nyolcszög alaprajzú és piramis alakú tetőszerkezete van.
Szintén Diotisalvihoz köthető a Chiesa di san nicola (Szt. Miklós-templom) harangtornya. A toronynak szintén nyolcszögletű az alaprajza és szintén piramis formájú tetőszerkezete van. A tornyot feltehetően 1170 körül fejezték be, különlegessége, hogy a tetején egy hatszögletű térben vannak elhelyezve a harangok. A torony eredetileg nem volt összekötve a környező épületekkel és kismértékben megdőlt.
Egyes tanulmányok alapján szintén Diotisalvi nevéhez köthető a híres pisai ferde torony építésének elkezdése (1173) is. Az épület alakja, hasonlósága a Sz. Miklós-templom harangtornyával, Diotisalvi korábbi munkáira emlékeztetnek. A keresztelőkápolnához hasonlóan ezt az épületet sem ő fejezte be, hanem Giovanni Pisano.

### További képek

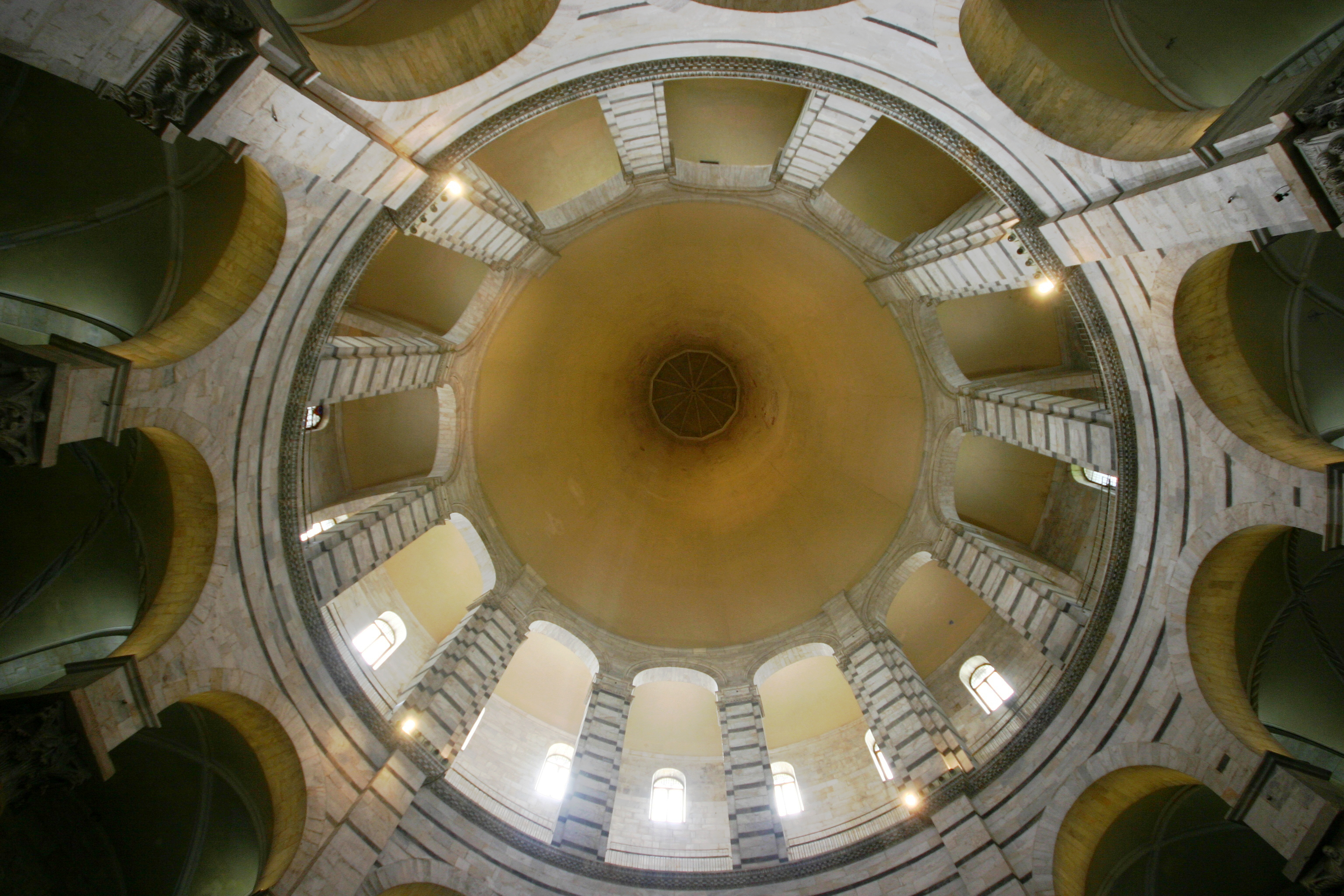
A keresztelőkápolna kupolája belülről
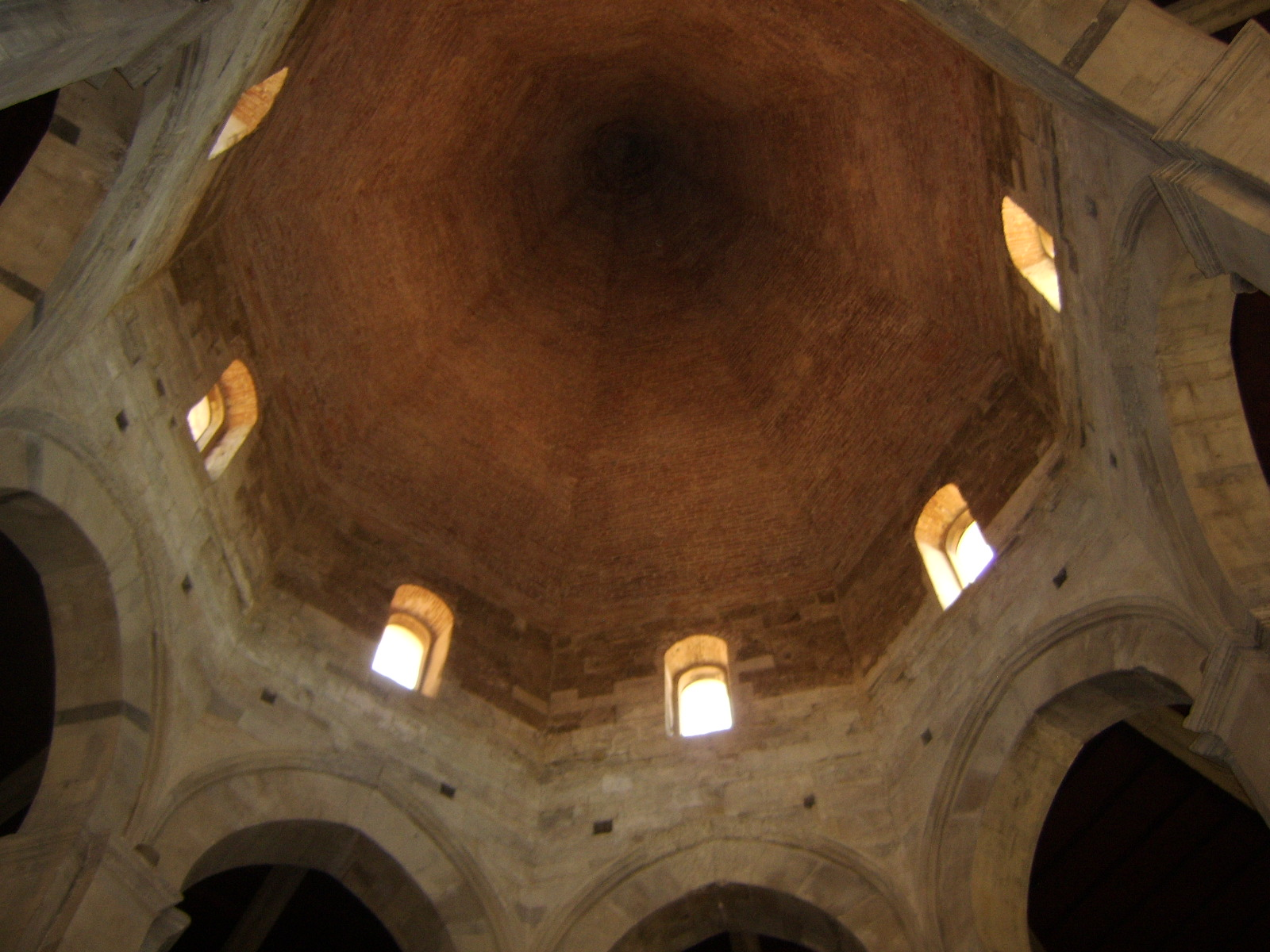
A pisai Szent Sír-templom kupolája belülről
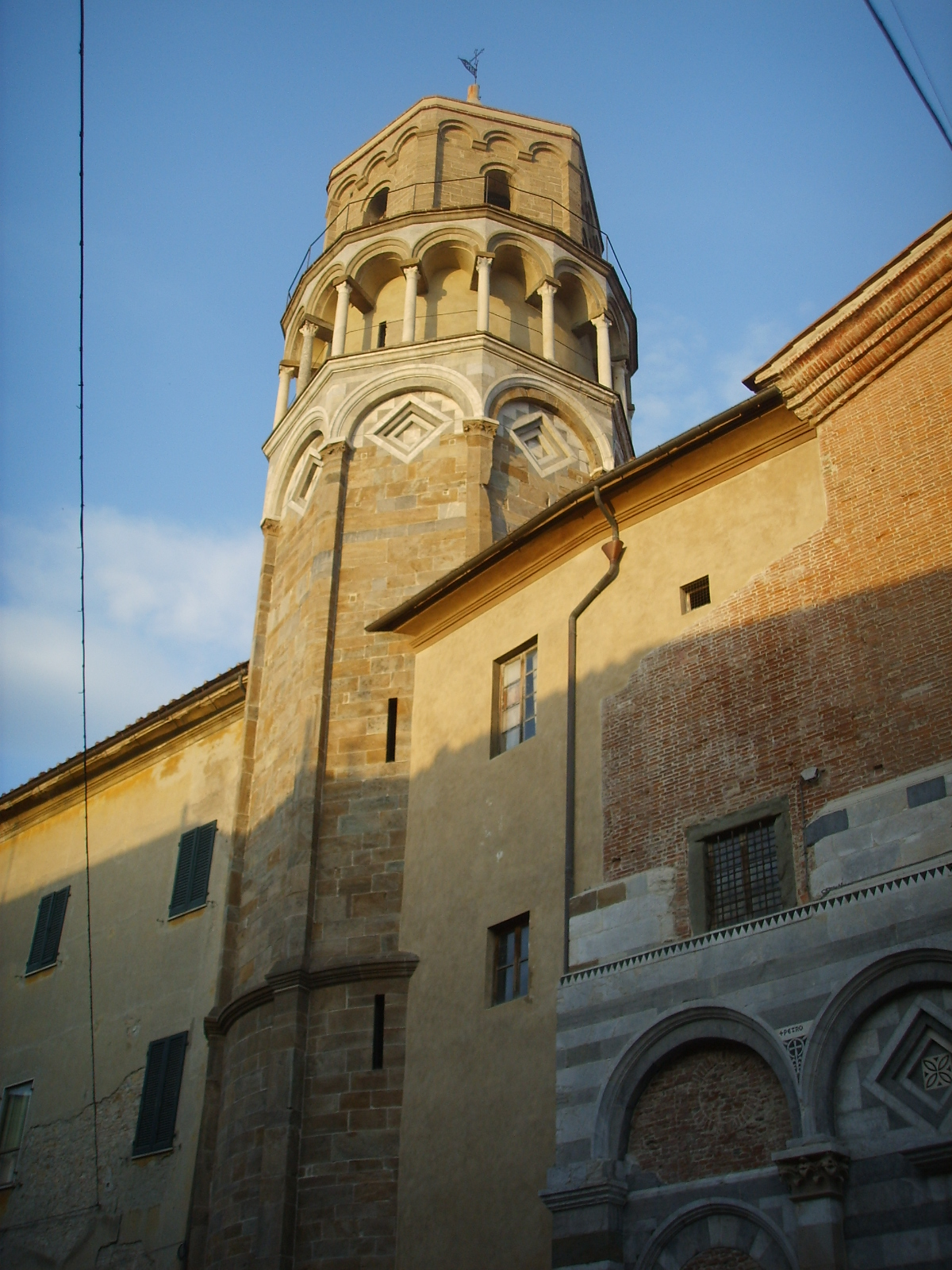
A Szt. Miklós-templom harangtornya
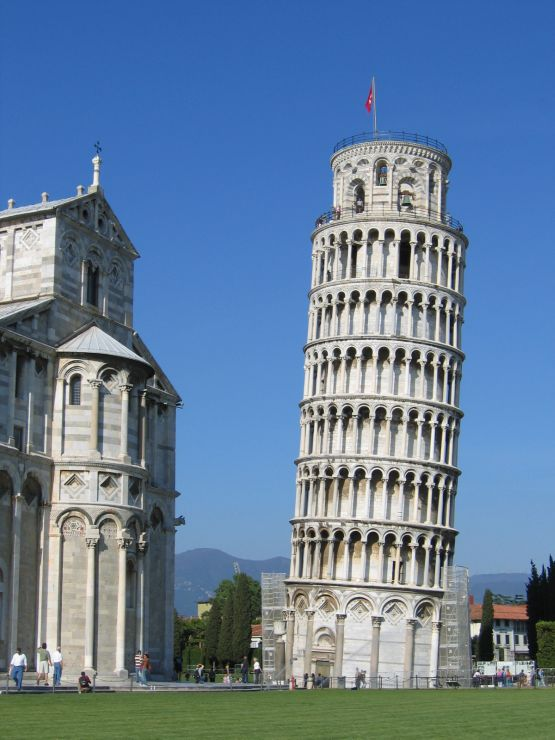
A pisai ferde torony

## Fordítás
- Ez a szócikk részben vagy egészben  a   Diotisalvi című angol Wikipédia-szócikk fordításán alapul.  Az eredeti cikk szerkesztőit annak laptörténete sorolja fel. Ez a jelzés csupán a megfogalmazás eredetét és a szerzői jogokat jelzi, nem szolgál a cikkben szereplő információk forrásmegjelöléseként.